# 鳥見町出入口
鳥見町出入口（とりみちょうでいりぐち）とは、愛知県名古屋市西区にある名古屋高速6号清須線のインターチェンジである。2007年12月9日に供用開始。清洲JCT方面へのみ出入りが可能である。隣の庄内通出入口とは非常に近く、事実上セットでフルランプのような役割を果たしている。

## 改名歴
- 正式名称決定前 - 堀越出入口（ほりこしでいりぐち）
- 正式名称決定後 - 鳥見町出入口（とりみちょうでいりぐち）

## 料金所

### 一宮・清須方面
- レーン数：2
  - ETC専用：1
  - 一般：1

## 利用台数
名古屋市統計年鑑による利用台数の推移
| 2007年（平成19年）度 | 60353台  |  |
| 2008年（平成20年）度 | 220045台 |  |
| 2009年（平成21年）度 | 261842台 |  |
| 2010年（平成22年）度 | 297572台 |  |
| 2011年（平成23年）度 | 314386台 |  |
| 2012年（平成24年）度 | 338279台 |  |
| 2013年（平成25年）度 | 366511台 |  |

## 隣
名古屋高速6号清須線
(602,612)庄内通出入口 - (603,613)鳥見町出入口 - 清須TB - (604,614)清須出入口